# Battaglia del monte Ortigara
La battaglia del monte Ortigara fu combattuta dal 10 al 29 giugno 1917 tra l'esercito italiano e quello austro-ungarico sull'altopiano dei Sette Comuni, durante la prima guerra mondiale. Lo scontro vide impegnata la 6ª Armata italiana del generale Ettore Mambretti, che attaccò in forze il settore austro-ungarico difeso dall'11ª Armata del generale Viktor von Scheuchenstuel. Seppur oggigiorno l'attacco viene ricordato soprattutto per le cruente schermaglie che impegnarono gli Alpini per il possesso del monte Ortigara, era stato invece congegnato per riconquistare le vaste porzioni di territorio perse sull'altopiano durante la Frühjahrsoffensive ("offensiva di primavera") austro-ungarica del maggio 1916.
Questa parte del fronte, che inizialmente il capo di stato maggiore dell'esercito Luigi Cadorna considerava di secondo piano rispetto al fronte isontino, assunse nel trascorrere del conflitto una sempre maggiore importanza strategica. Ciò divenne palese nel 1916, dopo che gli austro-ungarici fecero capire ai comandi italiani che uno sfondamento lungo quella parte del fronte avrebbe consentito al nemico di entrare nella Pianura Padana e di prendere alle spalle le armate situate sul Carso e sull'Isonzo.
Il Comando supremo militare italiano decise che il fronte interessato dall'attacco si sarebbe strutturato lungo 14 chilometri, principalmente su un terreno situato tra i 1 700 e i 2 100 metri d'altitudine, che nelle zone più elevate presentava singolari caratteristiche carsiche, tali da renderlo severo, spoglio e privo di risorse, soprattutto idriche. Per assicurare il supporto logistico all'enorme massa di uomini e di materiali, che gli alti comandi intendevano schierare lungo il fronte, venne avviata la realizzazione di acquedotti e di imponenti lavori stradali lungo tutto il settore degli altipiani.
Nonostante il grande impegno profuso, i comandi italiani non seppero gestire al meglio le situazioni e gli imprevisti; i tentativi di avanzata furono diversi e spesso poco concreti e mal gestiti. Al contrario il sacrificio di vite umane fu altissimo, e dopo quasi venti giorni di battaglia la 6ª Armata ordinò il ripiegamento sulle posizioni di partenza, dichiarando di fatto il completo fallimento dell'offensiva.

## Situazione generale
La preparazione di un attacco italiano nell'altopiano dei Sette Comuni fu autorizzata dal capo di stato maggiore del Regio Esercito, Luigi Cadorna, il 27 febbraio 1917, in risposta a una lettera del comandante della 6ª Armata generale Ettore Mambretti, che sollecitava Cadorna in tal senso. I due concordavano infatti che era necessario rettificare il fronte venutosi a creare dopo il massiccio attacco austro-ungarico, svoltosi durante i mesi di maggio e giugno 1916, che aveva respinto l'esercito italiano da ingenti porzioni di territorio dell'altopiano: gli austro-ungarici si erano attestati su posizioni molto favorevoli, affacciate sulla Pianura Padana, dalle quali potevano minacciare alle spalle le armate nel Cadore, nella Carnia e lungo l'Isonzo. Si avviarono quindi i preparativi per un'offensiva di grosse proporzioni che avrebbe permesso di riconquistare le importanti vette di cima Portule e monte Zebio e nel contempo rioccupare le posizioni perse sull'altipiano. Inoltre, a seguito della conferenza di Pietrogrado del febbraio 1917, l'Italia si impegnò con gli Alleati a operare tra aprile e maggio prima sull'altopiano dei Sette Comuni e successivamente sul Carso, per adempiere all'iniziativa promossa dal governo britannico, il quale, dopo il crollo della Romania, per tastare il polso dell'esercito russo ormai in crisi, aveva spinto per imbastire una serie di offensive alleate sui fronti occidentale, orientale e italiano.

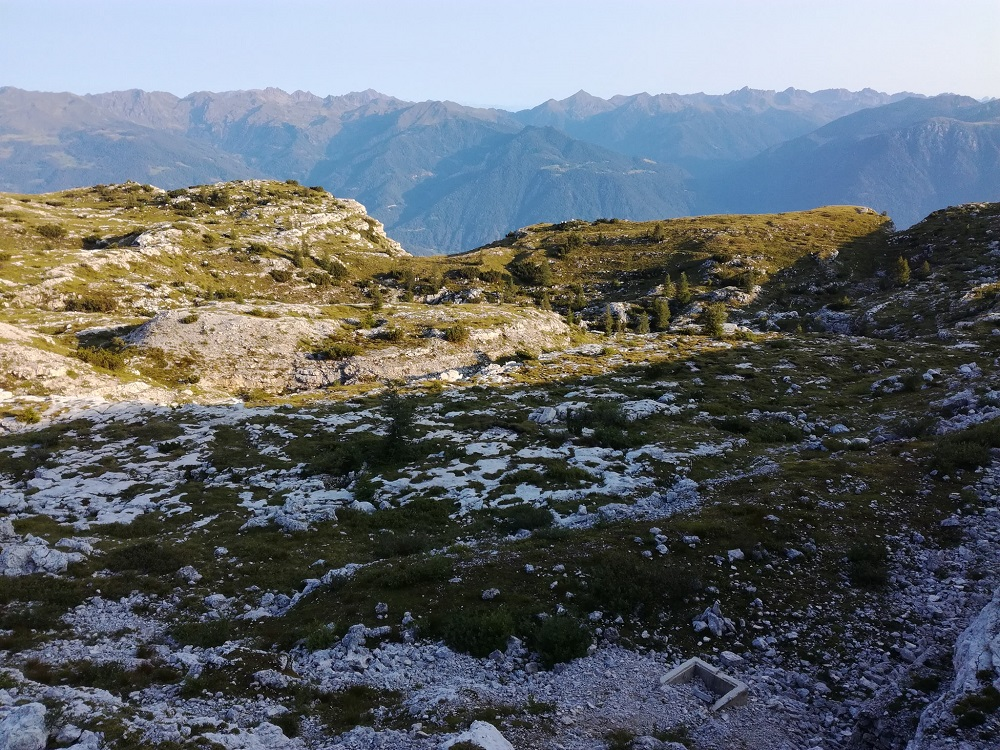
La sommità dell'Ortigara

La 6ª Armata di Mambretti fu costituita sulla preesistente struttura del Comando truppe Altopiano, già dipendente dalla 1ª Armata, riconoscendo al territorio una fondamentale importanza strategica, accresciuta dopo la controffensiva italiana del giugno-luglio 1916, volta a rioccupare velocemente i territori persi durante la Strafexpedition: essa era tuttavia fallita nel novembre dello stesso anno a causa delle abbondanti nevicate. Data la riservatezza del piano, il capo di stato maggiore invitò Mambretti a utilizzare convenzionalmente il termine "Difensiva ipotesi uno", per far credere a tutti che i preparativi fossero predisposti solo in chiave difensiva. Durante il periodo successivo, la 6ª Armata richiese l'invio di artiglierie e truppe da montagna e allo stesso tempo Cadorna ventilò l'ipotesi di estendere il fronte d'attacco a sud verso monte Zebio, trovando l'approvazione di Mambretti che precisò come il fronte, in questo modo, sarebbe stato lo stesso che prevedeva l'offensiva sospesa nell'autunno dell'anno prima, ossia l'«Azione K». L'ampliamento dell'offensiva venne approvato dal comando supremo l'8 maggio, assicurando l'invio di un'altra divisione di fanteria, quattro batterie di bombarde, dodici batterie di medio calibro e un gruppo di artiglieria da montagna, mentre nel frattempo sarebbero dovute rientrare quattordici batterie inviate sull'Isonzo (nonostante l'imminente inizio della decima battaglia sul fronte isontino) e quelle di monte Cengio.
Il comando della 6ª Armata predispose l'«ordine di operazioni n° 1» il 28 maggio 1917, dove erano comunicati il giorno dell'attacco e le direttive dell'offensiva. La data venne poi anticipata, come riporta la testimonianza del generale Mambretti: «L'offensiva, prevista in dipendenza dei trasporti in corso di artiglierie e truppe, e delle condizioni della neve, per la seconda quindicina di giugno, venne anticipata al 10 di detto mese, su richiesta del Comando Supremo cui premeva di alleviare la 3ª Armata dalla energica pressione nemica». La necessità di anticipare l'attacco fu in parte conseguente al contrattacco austro-ungarico a seguito della decima battaglia dell'Isonzo, che investì proprio la 3ª Armata sul fronte del Carso tra il 4 e il 7 giugno, e che comportò la perdita del settore di Flondar e quella di ben 21 888 uomini tra morti, feriti, dispersi e prigionieri (quasi la metà per quest'ultimo caso).
Il 7 giugno l'Ufficio operazioni della 6ª Armata comunicò che «il giorno X sarà il 9 corrente» e il giorno seguente Cadorna scrisse a Mambretti un fonogramma in cui precisava: «Rimane inteso che la mia raccomandazione per l'anticipo della nota azione non deve però eventualmente indurre a decidere di intraprenderla in condizioni meteorologiche non favorevoli». La data dell'attacco fu decisa, oltre che dai mezzi a disposizione, dalla dislocazione delle artiglierie e dal meteo, soprattutto dall'esito negativo dell'offensiva sull'Isonzo e non dalla decisione dei comandanti sul campo, i quali avevano ben in mente che un esito favorevole dell'attacco si avrebbe avuto solo con la certezza del bel tempo. Il generale Antonio Di Giorgio, all'epoca comandante del IV Raggruppamento Alpini, scrisse poi al riguardo: «La data del 9 giugno non fu scelta liberamente, ma in certo modo imposta dal desiderio di alleggerire la pressione austriaca contro la 3ª Armata, [...] e l'aiuto che dall'operazione sull'altopiano derivò alle due armate sul fronte giulio, fu trascurabile, e non proporzionato certo agli inconvenienti ai quali si andò incontro proprio nel momento in cui lo scioglimento delle nevi e le notti ancora troppo rigide rendevano insopportabile il disagio della tenda.»

## Terreno

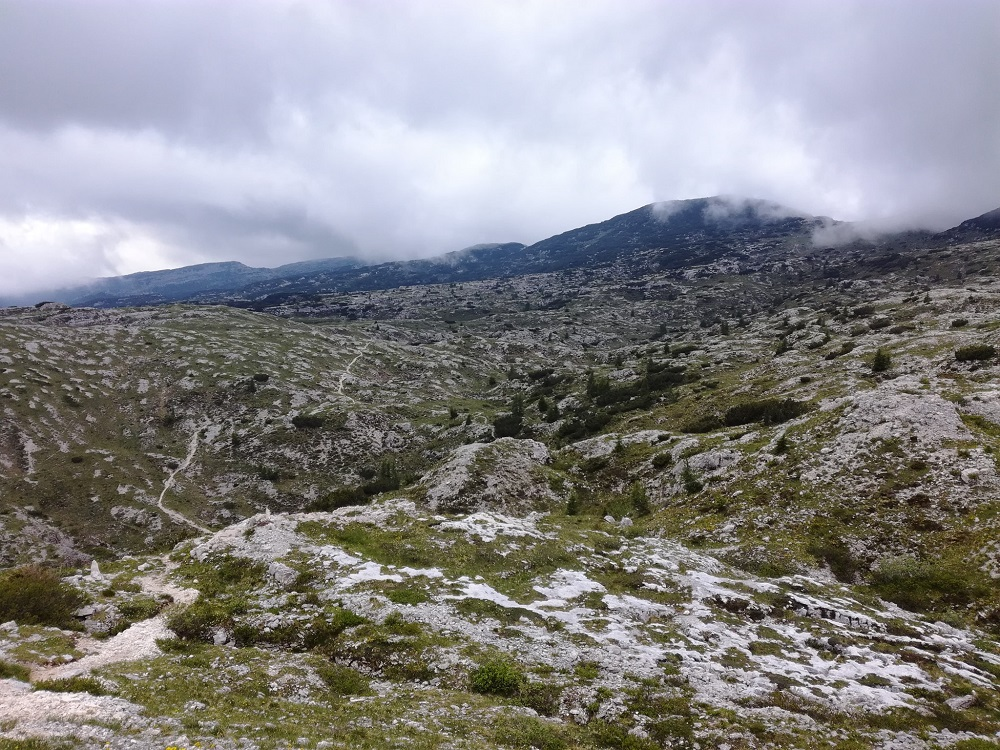
La zona nordoccidentale dell'Ortigara con il monte Campigoletti a sinistra e Cima XI a destra

Il terreno su cui si svolsero i combattimenti presenta molte affinità con la regione carsica, con la quale condivide la natura calcarea delle rocce e parecchie particolarità geomorfologiche. La vegetazione costituita da boschi di conifere si dirada man mano che si procede verso la cintura settentrionale dell'altopiano, dominato dall'arco montano cima Undici–cima Dodici–cima Portule, che si elevano all'altezza di 2 200/2 300 metri. Caratteristiche della regione sono le cosiddette "buse" o "doline", veri catini naturali assai simili alle doline carsiche del monte San Michele, taluni profondi con sponde ripide, talaltri ampi a dolce declivio con orli boscosi. Di fronte al sistema orografico monte Ortigara–monte Campigoletti si eleva cima Caldiera (quota 2 127) dalla quale si diparte una dorsale che si articola con cima Campanella, monte Lozze, cima delle Saette e poi, agganciandosi alla cresta di monte Palo si collega al complesso montuoso che delimita la sinistra orografica della val di Nos. In particolare il terreno che si interponeva fra la linea italiana e quella austro-ungarica, nella sua parte settentrionale, è costituito da un profondo avvallamento, un vero e proprio corridoio contenuto fra i ripidi fianchi dell'Ortigara e cima Caldiera, denominato il vallone dell'Agnellizza che si interrompe affacciandosi, col passo dell'Agnella, ai ripidi canaloni che scendono in Valsugana.
Procedendo verso sud, il corridoio si apre allargandosi nella "pozza dell'Ortigara", vasta conca in cui sbocca da nord–ovest, con facile declivio il Vallone dell'Agnella, che stacca l'Ortigara dal monte Campigoletti. L'area della battaglia è dunque un terreno accidentato, frastagliato da buche, aspro, con pendici a volte ripide, brulle e sassose, dagli aspetti talvolta lunari, dove le acque superficiali sono pressoché assenti data la natura calcarea della roccia.

## Forze in campo

### La 6ª Armata italiana

Il generale Ettore Mambretti, comandante della 6ª Armata italiana

Alla vigilia della battaglia la 6ª Armata, dalla quale dipendeva anche il XII Gruppo aereo (poi 12º Gruppo caccia), poteva schierare nel fronte nord, tra monte Fiara e il ciglio più settentrionale dell'altopiano, il XX Corpo d'armata sotto il comando del generale Luca Montuori, composto dalla 29ª Divisione fanteria (gen. Enrico Caviglia) che avrebbe attaccato verso monte Forno e dalla 52ª Divisione fanteria (gen. Angelo Como Dagna Sabina - con nel suo organico diciotto battaglioni di Alpini) allineata fra cima delle Saette e cima della Caldiera che avrebbe attaccato più a nord verso monte Ortigara e il retrostante passo di val Caldiera, per poi virare a sud-ovest e occupare cima Portule. A sud del fronte era schierato il XXII Corpo d'armata sotto il comando del generale Ettore Negri di Lamporo che schierava la 57ª Divisione fanteria tra Camporovere e monte Katz (composta da una sola brigata), la 25ª Divisione fanteria fra monte Rotondo e l'estremità meridionale di monte Zebio, la 13ª Divisione fanteria fra monte Zebio compreso e monte Fiara, e infine la 27ª Divisione fanteria che stazionava nelle retrovie. L'azione principale del XXII Corpo sarebbe stata svolta dalla 25ª e dalla 13ª Divisione che avrebbero attaccato rispettivamente da sud e da nord l'importante rilievo di monte Zebio per poi affacciarsi sulla val Galmarara.
A disposizione era presente anche il XXVI Corpo d'armata del generale Augusto Fabbri schierato sulla riva sinistra della val d'Assa con le divisioni 12ª e 30ª. In questo settore inizialmente la sola Brigata "Cremona" si sarebbe impegnata nell'azione concorrente su monte Rasta, mentre le altre forze si sarebbero limitate ad azioni oltre l'Assa onde tenervi impegnato l'avversario. Infine al fronte fu schierato anche il XVIII Corpo d'armata del generale Donato Etna con la sola 51ª Divisione fanteria (composta da due brigate bersaglieri, una di fanteria, un battaglione del genio, quattro compagnie mitraglieri e due battaglioni alpini sciatori dislocati nel territorio della 52ª Divisione), dislocata in Valsugana per l'"azione sussidiaria" di raccordo con il XX Corpo che sarebbe avanzato; questa unità rimase pressoché inattiva nel corso della battaglia se non per la tragica fase conclusiva.
In definitiva la 6ª Armata poteva schierare 114 battaglioni di fanteria, 22 di Alpini e 18 di bersaglieri, per 154 battaglioni ai quali vanno aggiunti 10 del genio e i vari reparti mitraglieri, genieri, servizi, artiglieri e bombarde oltre alle aliquote di due batterie francesi da 320 mm su pianali ferroviari, schierate a Chiuppano e Grigno in Valsugana, dove si trovavano anche sei cannoni da 190 mm, servite in parte da personale senegalese. Il totale si avvicinava a 300 000 uomini (di cui poco più della metà appartenevano al XX Corpo), 1 072 pezzi d'artiglieria e 569 bombarde, vale a dire una bocca da fuoco ogni 9 metri, la massima densità d'artiglieria registrata fino ad allora sul fronte italiano e assai vicina a quella raggiunta sul fronte occidentale durante l'offensiva del generale Nivelle. Per l'artiglieria, in particolare, erano state ammassate un gran numero di munizioni ed erano state predisposte tabelle di tiro sugli obiettivi, da colpire secondo la cadenza meticolosamente descritta negli ordini che erano stati trasmessi alle varie batterie.

### L'11ª Armata austro-ungarica

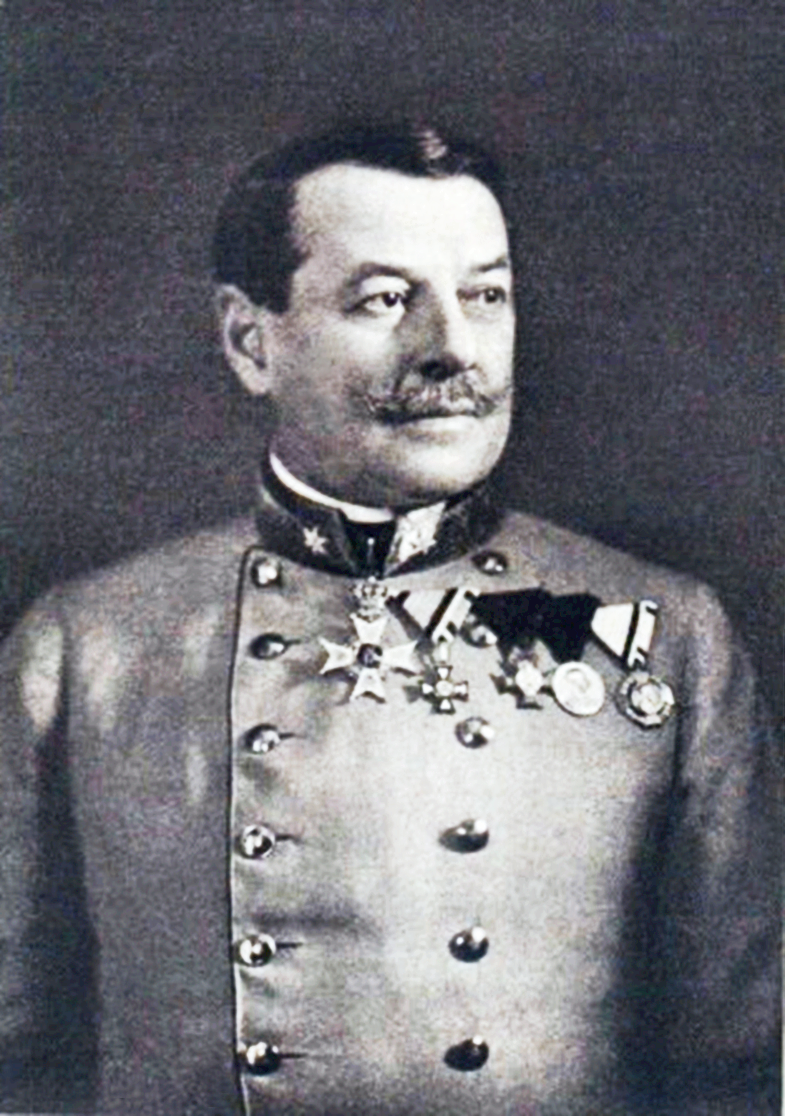
Viktor von Scheuchenstuel, comandante dell'11ª Armata austro-ungarica

Il fronte austro-ungarico investito dalla «Difensiva ipotesi uno», era sotto il controllo dell'11ª Armata del tenente generale Viktor von Scheuchenstuel ed era presidiato dal III Corpo del generale Joseph Krautwald von Annau. L'intera sponda destra terminale della val d'Assa, compresa tra il fondo della val d'Astico e Roana, era presidiata da cinque battaglioni che formavano il gruppo di comando del colonnello brigadiere Rudolf Vidossich, mentre da Roana a monte Colombara (a nord di monte Zebio) era presente la 22ª Divisione Schützen (22. Schützen-Division) del generale Rudolf Müller. La 6ª Divisione di fanteria (6. Infanterietruppendivision) sotto il comando del generale Artur Edler von Mecenseffy, composta da diciassette battaglioni, presidiava il territorio da monte Colombara al ciglio settentrionale dell'altopiano, punto in cui correva la linea di demarcazione con la 18ª Divisione di fanteria (18. Infanterietruppendivision) del generale Vidalè, composta da sette battaglioni che al momento dell'attacco italiano fronteggiavano il numeroso XX Corpo di Montuori. Infine, di riserva nel settore, gli austro-ungarici avevano sei battaglioni e mezzo battaglione d'assalto dell'11ª Armata, per cui in definitiva circa quarantotto battaglioni si opponevano alla 6ª Armata italiana, stabilendo una proporzione di 3 a 1 a favore degli italiani. Sul fronte gli austro-ungarici potevano contare sul supporto di circa quattrocento bocche da fuoco di vario calibro e altrettante mitragliatrici. Nonostante il rapporto numericamente inferiore, l'artiglieria austro-ungarica era però ben organizzata e piazzata in posizione centrale nei confronti del fronte, cosicché avrebbe potuto in ogni momento dirigere il tiro verso tutti i punti del fronte e avere quindi un vasto raggio d'azione.

## Il piano d'attacco

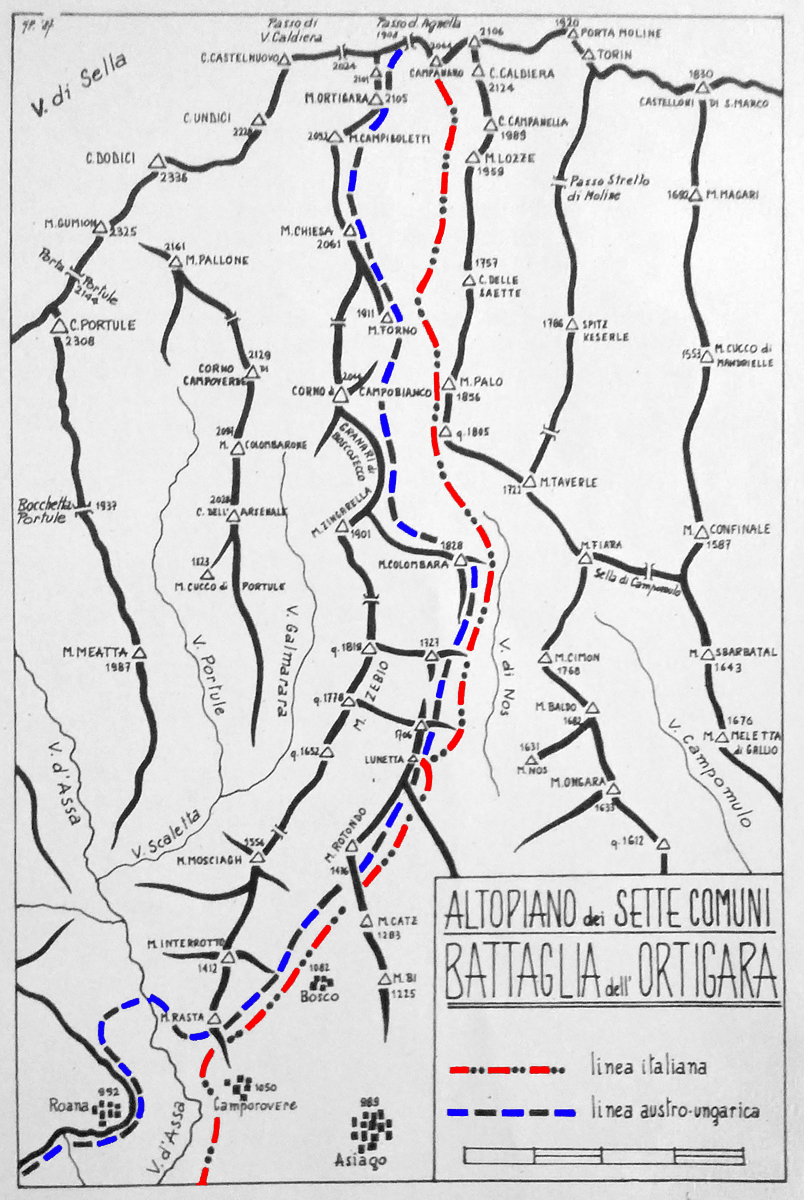
Mappa del settore con le linee delle posizioni austroungariche e italiane

Il piano predisposto nell'«ordine di operazioni n° 1» della 6ª Armata fu approvato da Cadorna il 31 maggio e prevedeva sull'altopiano un'«azione principale» e un'«azione concorrente», mentre la Valsugana sarebbe stata teatro di un'«azione sussidiaria».
L'«azione principale» interessava il fronte di 14 chilometri tenuto a nord dal XX Corpo e a sud dal XXII Corpo, da cima della Caldiera al solco della val d'Assa presso l'abitato di Camporovere. Le masse destinate all'attacco dovevano irrompere a nord in corrispondenza di monte Ortigara e monte Forno, e a sud fra quota 1 626 di monte Zebio e monte Rotondo. Si trattava perciò in pratica di due azioni principali contemporanee in due settori del fronte molto diversi tatticamente; infatti a sud le linee italiane, seppur posizionate in basso rispetto alle linee nemiche e aggredibili con poco slancio, correvano parallele e distanti poche centinaia di metri da quelle austro-ungariche, mentre a nord un vasto avvallamento separava i rispettivi fronti tracciati su due opposti crinali, e ciò comportava un poderoso sforzo fisico già prima di poter arrivare alle linee nemiche.
L'«azione concorrente» fu affidata all'ala destra del XXVI Corpo, dislocato sulla sinistra del grande solco della val d'Assa e perciò interessato solo marginalmente dall'attacco. Quest'azione sarebbe stata lanciata in simultanea all'offensiva principale e consisteva principalmente nell'assaltare il caposaldo meridionale avversario su monte Rasta, subito a ridosso dell'abitato di Camporovere. Infine dell'«azione sussidiaria» venne incaricato il XVIII Corpo dislocato in Valsugana, il quale doveva in un primo tempo tenere impegnato l'avversario e successivamente muovere su monte Civeron, onde creare il collegamento con il XX Corpo che nel frattempo sarebbe avanzato lungo il ciglio del sovrastante altopiano.
Nonostante le misure precauzionali prese dai comandi italiani, gli austro-ungarici si resero presto conto che la «Difensiva ipotesi uno» non era altro che il piano per un attacco sull'altopiano. Il comandante del Gruppo d'armate Tirolo, il feldmaresciallo Franz Conrad von Hötzendorf, in una sua relazione stesa dopo la battaglia dell'Ortigara scrisse che già da aprile l'11ª Armata aveva richiesto rinforzi di truppe e artiglierie in risposta a un evidente irrobustimento del XX Corpo italiano. Inoltre in base alle informazioni ricevute, agli spostamenti dell'8º e 9º gruppo Alpini da Bassano del Grappa a Enego, alla costruzione di un osservatorio su monte Paú per il XXVII Corpo appena giunto al fronte e all'installazione di una stazione radio a monte Bertiaga, fu segnalato al Comando supremo a Baden bei Wien che ci si poteva attendere un forte attacco già verso la fine di maggio, secondo un piano analogo a quello non attuato nell'autunno 1916.
Il 2 maggio poi i comandi austro-ungarici sull'altopiano stimarono con molta precisione la consistenza delle forze italiane in circa centosette battaglioni, contro i quali potevano schierare appena trentatré battaglioni, che il Comando supremo di Baden si rifiutò di aumentare di numero in considerazione che la partita decisiva in Italia si sarebbe giocata sull'Isonzo e che non si sarebbe potuto ritirare truppe dal fronte orientale. Il 5 giugno, grazie alle informazioni avute da alcuni disertori e al rilevamento di un'avvenuta macellazione di 1 103 capi di bestiame, il feldmaresciallo von Hötzendorf poté intuire con estrema precisione sia la consistenza numerica del XX Corpo, sia il giorno dell'attacco, che secondo quanto trasmesso dal generale al comando del fronte sud-ovest, sarebbe avvenuto in qualsiasi data a partire dal 9 giugno.

## Svolgimento della battaglia

### Imprevisti iniziali
Il giorno precedente la data prevista per l'attacco ventidue ufficiali appartenenti ai due battaglioni del 145º Reggimento fanteria "Catania", incaricati di irrompere nel cratere aperto dalla mina predisposta a monte Zebio, si recarono presso quota 1 603 (chiamata "lunetta di monte Zebio" o più semplicemente "lunetta") per rilevare il terreno nel quale avrebbero dovuto attaccare. La postazione era costituita da una parete rocciosa alta 7 metri, alla cui base stavano gli italiani e pochi metri oltre il ciglio iniziavano le trincee austriache, sotto le quali, partendo dalla base della parete, gli italiani avevano scavato una galleria di mina e relativa camera di scoppio. Il quantitativo di esplosivo (di cui non si conosce la stima esatta, ma presumibilmente variabile tra i 1 000 e i 4 000 chilogrammi) avrebbe dovuto detonare al termine del bombardamento preparatorio, in modo tale da aprire un profondo squarcio nella parete rocciosa e permettere agli uomini del 145º Reggimento di sfondare le postazioni avversarie. Gli austro-ungarici erano perfettamente al corrente dell'espediente italiano e avevano eseguito cospicui lavori di scavo e contromina, ma non effettuandone il caricamento per l'opposizione della fanteria, la quale ben sapeva che poi avrebbe dovuto farne le spese per l'inevitabile violenta reazione dell'artiglieria italiana.
Alle 17:00 circa, gli ufficiali raggiunsero la "lunetta" e mentre si stavano arrampicando sulla scala di corda costruita per arrivare al ciglio della parete, la mina esplose inaspettatamente aprendo un cratere del diametro di 35 metri e uccidendo 180 uomini tra fanti e genieri. Degli ufficiali del 145º ne vennero disseppelliti vivi solo due, durante una tregua d'armi concessa dagli avversari, i quali persero i trentacinque uomini del presidio colti di sorpresa. La battaglia non iniziò dunque sotto i migliori auspici.

### Inizia l'attacco
(Dal diario storico del Battaglione "Sette Comuni".)

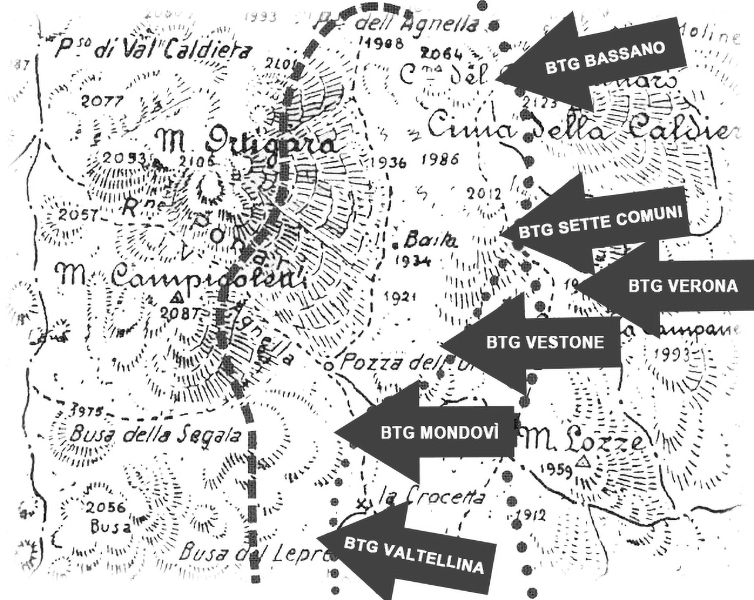
Mappa del settore interessato dall'attacco italiano del 10 giugno 1917, in particolare su monte Ortigara, con le linee di avanzata dei reparti italiani

Preso atto del maltempo che durante la notte aveva pesantemente colpito l'altopiano e che continuava a imperversare, il generale Mambretti decise che l'attacco si sarebbe svolto il giorno successivo, 10 giugno, ma non oltre. L'enorme macchina organizzativa e logistica era ormai pronta, e procrastinare l'attacco per un tempo superiore avrebbe provocato gravi danni logistici e di spirito per la truppa. Anche se oramai gli austro-ungarici erano ben consapevoli dell'imminente attacco, un rinvio di 24 ore avrebbe permesso agli italiani di avere ancora qualche possibilità di successo. Così, nonostante il tempo non fosse molto migliorato, i comandi italiani diedero inizio alle operazioni e alle 05:15 del 10 giugno un violento bombardamento si scatenò contro le linee austro-ungariche.
(Emilio Lussu, Un anno sull'Altipiano)
Tra le 11:00 e le 13:30 ci fu una sosta nel bombardamento per permettere agli ufficiali di verificare l'apertura di varchi nella linea difensiva nemica e, dopo aver letto un rapporto delle 12:30 dei suoi sottoposti, il comandante della 52ª Divisione generale Como Dagna Sabina chiese al Comando di corpo d'armata di prolungare il bombardamento fino alle 16:00 per dare tempo all'artiglieria di battere la linea nemica i cui reticolati non erano ancora del tutto spazzati, ma la richiesta non fu esaudita in quanto già dalle 07:40 del mattino si era deciso di rinviare l'attacco della fanteria, previsto per le 14:45, alle 15:00 in punto. Peraltro il tiro troppo corto delle artiglierie giunte per ultime nella zona si abbatté sulle trincee dove la Brigata "Sassari" era in attesa di balzare contro le vicinissime trincee nemiche, e nonostante i disperati tentativi di far correggere il tiro, per diverse ore i fanti della Sassari furono sottoposti a un intenso bombardamento e subirono notevoli perdite, soprattutto tra le file del 151º Reggimento.

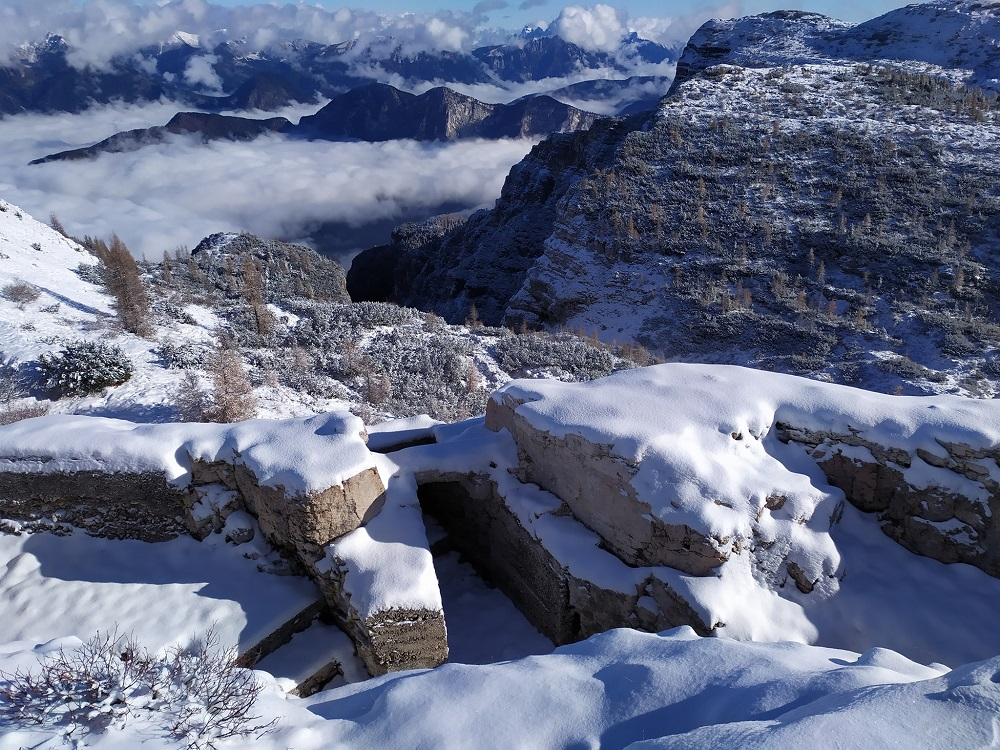
La prima linea austroungarica e, sullo sfondo a destra, quella italiana

Nel frattempo su tutto l'altopiano si era alzata una fitta nebbia e la pioggia iniziò a cadere, così, al momento dell'attacco le fanterie uscirono simultaneamente dalle trincee sotto il maltempo, ma in parte favorite dalla nebbia che in alcuni punti del fronte ne coprì l'avanzata nascondendoli alla vista del nemico. A sud del fronte, nel settore della 25ª Divisione, i reparti della Brigata "Cremona" impegnati nell'"azione concorrente" a monte Rasta subirono gravi perdite nel tentativo di superare i reticolati ancora intatti e altrettanto successe alla Brigata "Porto Maurizio" impegnata a est dello stesso monte. Poco più a nord, a monte Rotondo, alle 15:05 scoppiò la mina ivi predisposta senza però sortire l'effetto sperato e i difensori poterono fronteggiare con successo l'avanzata della Brigata "Piacenza". Più a destra la Brigata "Sassari", nonostante il prezzo in morti e feriti già pagato durante il bombardamento, ingaggiò un furibondo corpo a corpo nelle trincee avversarie in cui inizialmente ebbe la meglio, ma infine fu respinta da un poderoso contrattacco. Nel settore della 13ª Divisione le cose non andarono diversamente; le brigate "Veneto", "Catania" e "Pesaro" attaccarono senza successo le formidabili postazioni nemiche di monte Zebio, penetrando e combattendo duramente nella "lunetta", sulle pendici di quota 1 706 e sulle scoscese pendici di quota 1 727, ma trovando ovunque un'accanita resistenza. L'"azione principale" a sud del fronte a fine giornata poteva considerarsi fallita.
Sul settore nord del fronte le cose non andarono meglio per gli italiani. L'attacco a monte Forno affidato alla Brigata "Arno" della 29ª Divisione iniziò positivamente con l'apertura di un ampio varco sulle pendici est del monte, che permise al Battaglione I/213º (I Battaglione del 213º Reggimento fanteria "Arno") di raggiungere con le sue avanguardie la selletta che separava i due cocuzzoli sommitali; gli austro-ungarici tuttavia uscirono dalle loro postazioni sul versante opposto e con l'aiuto di una batteria predisposta a monte Colombara che impediva l'arrivo dei rincalzi italiani, riuscirono a isolare e distruggere il battaglione del 213°, terminando così l'azione italiana.

### La scalata all'Ortigara
All'estremità nord del fronte, l'attacco a monte Ortigara venne sferrato attraverso tre varchi da due colonne della 52ª divisione (colonna Cornaro e colonna Di Giorgio, la quale si sarebbe divisa in due colonne "Stringa" e "Ragni"), che avrebbero dovuto avanzare allo scoperto verso la Pozza dell'Ortigara e il vallone dell'Agnellizza, battuti d'infilata dagli austro-ungarici, per poi risalire sulle pendici del monte.
Sulla sinistra, la colonna Cornaro, attraverso la Valle dell'Agnella, tentò di scardinare la linea avversaria inerpicandosi da sud-est verso quota 2 105 e di avanzare lungo il costone dei Ponari e monte Campigoletti verso la cima piatta dell'Ortigara, collegandosi sulla sinistra con la 29ª Divisione impegnata a monte Forno grazie ai battaglioni Alpini "Monte Stelvio" e "Valtellina". Nel tentativo di penetrare verso la sella tra monte Chiesa e monte Campigoletti, il Battaglione alpini "Mondovì" si gettò sulle posizioni nemiche e conquistò il Corno della Segala riuscendo a mantenerlo con l'aiuto del Battaglione alpini "Ceva" e successivamente del Battaglione "Val Stura". Il Battaglione "Vestone" riuscì a penetrare nei varchi lungo il costone dei Ponari, occupando una trincea avanzata e nel frattempo a rinforzo arrivò il Battaglione "Bicocca". Se in un primo tempo i battaglioni furono aiutati anche dalla nebbia, quando questa scese furono presi d'infilata dal fuoco nemico delle numerose postazione di monte Campigoletti e costretti a retrocedere. I battaglioni "Saccarello" e "Valle Dora", in considerazione dei 40 ufficiali e dei 1 200 alpini perduti dalla colonna, furono prelevati dal XX Corpo e mandati di rinforzo.

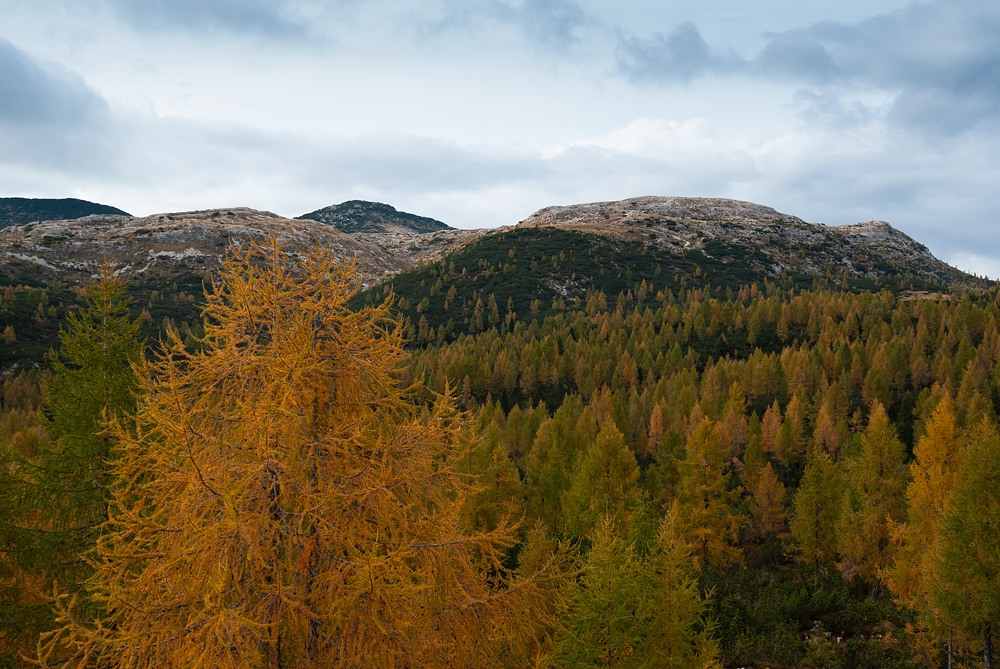
I monti Campigoletti (a sinistra) e Ortigara (sulla destra) con il ripido versante che le truppe italiane dovettero affrontare per salire sulla montagna

La colonna di centro al comando del colonnello Stringa, che doveva assaltare direttamente il versante orientale verso quota 2 105, fu suddivisa in due parti per attaccare in due ondate: al primo assalto avrebbero dovuto partecipare gli esperti battaglioni "Sette Comuni" e "Verona", mentre i battaglioni "Valle Arroscia" e "Mercantour" avrebbero dovuto rinforzare la posizione. Favoriti dalla nebbia gli uomini del "Sette Comuni" arrivarono fino ai reticolati, trovandoli però intatti. Durante la disperata ricerca dei varchi la nebbia si dissolse e gli uomini furono costretti a retrocedere per cercare riparo. Nel frattempo anche il "Verona" stava sopraggiungendo e anche questi uomini furono costretti a ripararsi e trovare collocazione per la notte. Al calar della sera, mentre i due reparti cercavano di riorganizzarsi, arrivarono anche i battaglioni "Valle Arroscia" e "Mercantour", creando una situazione molto caotica.
Sull'estrema destra la colonna al comando del colonnello Ragni aveva il compito di occupare l'estremità nord dell'Ortigara (vale a dire quota 2 101, corrispondente a quota 2 071 di "Lepozze" per gli austro-ungarici) passando per il passo dell'Agnella e quota 2 003. Con il provvisorio favore della nebbia il Battaglione alpini "Bassano" si lanciò verso il vallone dell'Agnellizza (che verrà denominato "vallone della Morte") e, dopo aver occupato il passo, espugnò la quota 2 003 facendo duecento prigionieri e perdendo molti uomini, tra cui il comandante. Dietro il "Bassano", scese nel vallone anche il "Monte Baldo" che con la destra sicura poté andare all'attacco del pendio che porta a quota 2 101. L'assalto in un primo tempo trovò una resistenza tenace e si arrestò, ma accorsero in aiuto compagnie dei battaglioni "Val Ellero" e "Monte Clapier" e la quota 2 101 venne conquistata. Dopo un infruttuoso tentativo di procedere del Battaglione "Val Ellero" verso la vetta a quota 2 105 i soldati si attestarono e fortificarono le posizioni conquistate. La 52ª Divisione compì quindi l'unica azione di successo tattico lungo tutto il fronte di attacco, ma i risultati attesi erano ben altri e le enormi perdite, quantificabili in 122 ufficiali e 2 463 militari tra morti, feriti e dispersi, non lasciavano sperare in migliori risultati, peraltro ottenibili solo continuando immediatamente l'oneroso attacco.
(Generale Aldo Cabiati, sottocapo di stato maggiore del XX Corpo.)

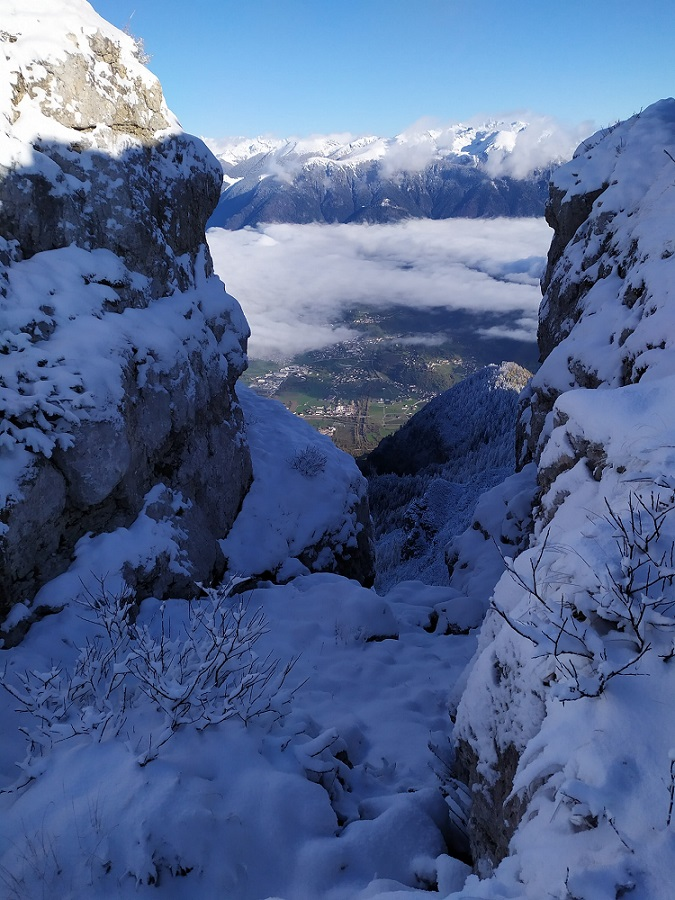
Canalone dell'Hilfsplatz

Accadde invece che i generali Mambretti e Montuori, presi dal dubbio che una rinuncia all'attacco potesse risultare ingiustificata, non scelsero né di proseguire immediatamente l'attacco, né di sospenderlo e tornare ai punti di partenza e neppure di lasciare le truppe nei punti conquistati per riposarsi e riorganizzarsi per un nuovo e più fruttuoso attacco; optarono invece per una quarta ipotesi, traducibile come un puerile tentativo di sottrarsi alle responsabilità che le prime tre opzioni imponevano. L'offensiva fu sospesa e alle 22:45 Mambretti diramò l'ordine di mantenere le posizioni ed effettuare nuove azioni di sfondamento nei settori di monte Campigoletti-Ortigara e Casara Zebio-monte Rotondo, proprio come se nulla vi fosse accaduto. Alle 02:00 dell'11 giugno i comandi della 52ª Divisione ricevettero l'ordine di prepararsi a ricominciare l'attacco l'indomani, ma alle 05:30 un fonogramma della 6ª Armata inviato ai corpi d'armata dichiarava che tutti gli attacchi, a causa del maltempo, sarebbero stati sospesi a favore di piccole azioni atte a "migliorare" la situazione attuale. Andava così delineandosi la quarta, deprecabile ipotesi. In questo contesto la 52ª Divisione di Como Dagna fu destinata a proseguire gli attacchi verso il passo di val Caldiera e la vetta dell'Ortigara a quota 2 105; in preparazione di ciò, dalle ore 12:00 alle 16:00 l'azione dell'artiglieria italiana colpì le postazioni avversarie. Il Battaglione "Monte Spluga" e una compagnia del "Tirano", partiti da quota 2 101, attaccarono per la seconda volta il passo di val Caldiera a ovest dell'Ortigara e raggiunsero, a prezzo di pesanti sacrifici, le posizioni nei pressi del passo, ma sotto una pioggia torrenziale furono costretti a ritirarsi per non essere accerchiati. Alle 17:30 il generale Mambretti avvertì i comandi che una ripresa delle operazioni non sarebbe stata possibile in nessun caso prima di tre giorni.
Il 15 giugno gli austro-ungarici presero in mano la situazione e, mentre le truppe italiane provvedevano ai cambi e al rinforzo degli uomini in linea, alle ore 02:00 scatenarono un violento concentramento di fuoco della durata di mezz'ora contro quota 2 101. Appena finito il bombardamento gli austro-ungarici piombarono contro le posizioni tenute dagli alpini che però difesero tenacemente le trincee, costringendo l'avversario a ripetere l'attacco. Alle 03:30 l'artiglieria avversaria rinnovò il bombardamento che, conclusosi dopo pochi minuti, vide nuovamente le truppe austro-ungariche gettarsi contro le linee degli alpini; le unità italiane resistettero e al sorgere del giorno l'azione degli assalitori poté dirsi fallita. Nel corso della giornata, grazie ai rinforzi forniti dalla Brigata "Piemonte", la quale assunse la posizione di quota 2 101, fu invano tentato un attacco a quota 2 105. In questa azione i nemici persero circa seicento uomini mentre gli italiani circa la metà.

### La ripresa dell'offensiva e la conquista della vetta
Il 14 giugno il comando della 6ª Armata diramò l'"ordine di operazioni n°2" avente come oggetto la «prosecuzione azione offensiva» con i medesimi obiettivi dell'"ordine operazioni n°1" del 28 maggio. Quanto era accaduto fino a quel momento non aveva insegnato nulla, l'unica variante era l'appiglio tattico di quota 2 101 e la durata del bombardamento, portato a venticinque ore. Il bombardamento iniziò alle 08:00 del 18 giugno e proseguì fino al giorno successivo quando in diverse ore del giorno le fanterie italiane uscirono dalle trincee per ripetere l'attacco avvenuto otto giorni prima. La 25ª Divisione attaccò alle ore 14:00 fra monte Rotondo e monte Zebio, reiterando l'attacco alle 17:45 con il solo risultato di lasciare sul campo ottocento uomini; le brigate "Cremona" e "Porto Maurizio" cozzarono contro le difese di monte Rasta perdendo 787 uomini senza alcun guadagno tattico; sullo Zebio la 13ª Divisione, nonostante i reiterati attacchi e l'impegno profuso, lasciò sul campo ben 1 647 uomini tra morti, feriti e dispersi, fallendo l'attacco. Alle ore 06:00 la 29ª Divisione lanciò l'attacco a monte Forno con il 214° e il 238º Reggimento fanteria "Grosseto" i quali, colpiti duramente dalle artiglierie nemiche, persero 1 460 uomini praticamente senza avanzare.

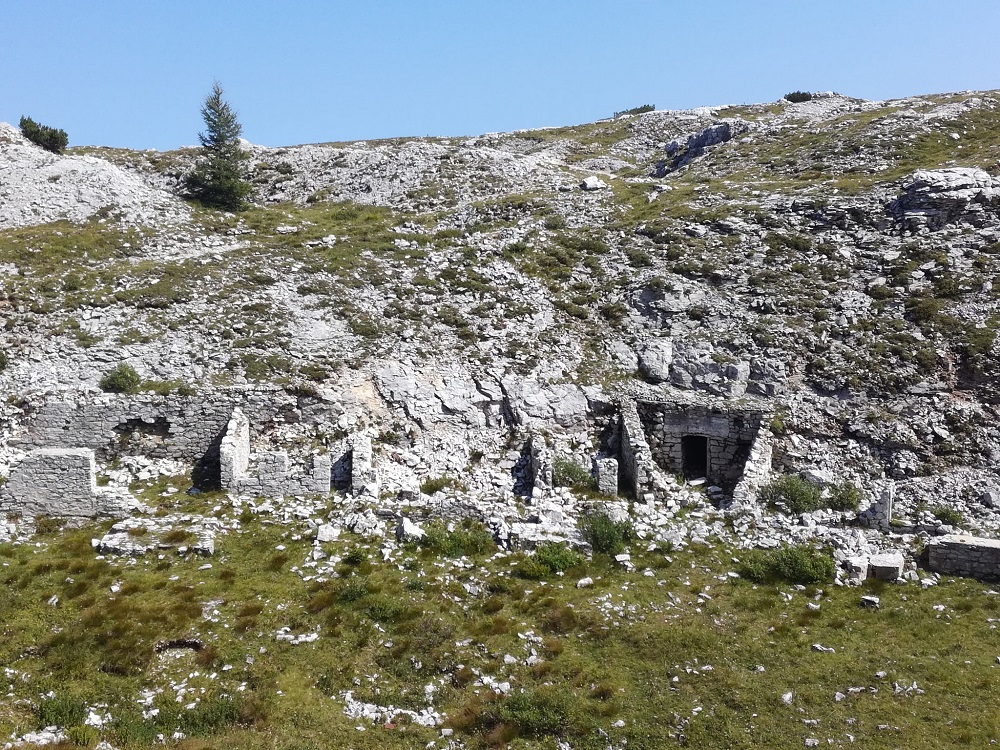
Kaiserschützendoline, Ortigara

Alle ore 06:00 uscirono dalle trincee anche gli uomini della 52ª Divisione che si lanciarono all'attacco di quota 2 105 su tre colonne: la colonna Cornaro attaccò da sud-est, mentre la colonna Di Giorgio, che insieme ai battaglioni Alpini schierava anche fanti del 3º e 4º Reggimento della Brigata "Piemonte" e il 9º Reggimento bersaglieri, attaccò da est e da nord-est, partendo dalle posizioni conquistate di quota 2 101: in quarantacinque minuti cima Ortigara, che si credeva inespugnabile, venne vinta da più lati ma gli alpini, stanchi e decimati, non furono capaci di continuare immediatamente l'avanzata allo scopo di occupare monte Campigoletti, dirigersi verso cima Portule e riconquistare l'altopiano per ottenere un completo successo tattico. La colonna che dalla sommità nord del monte puntava verso passo della Caldiera fu bloccata prima di quota 2 060 dal fuoco nemico; le truppe che erano riuscite ad affermarsi sulla vetta principale non riuscirono a progredire, malgrado il positivo esito dei primi balzi, in direzione di monte Campigoletti. Il mescolarsi dei reparti, il tiro d'interdizione austro-ungarico e la mancanza di audacia dei comandi tattici, impedirono di sfruttare la grave crisi creatasi nella linea austro-ungarica, malgrado i comandanti di questa avessero temuto a lungo anche per le retrostanti Cima Dieci e Cima Undici.
Alle 20:45 il generale Mambretti informò il Comando Supremo che in base agli avvenimenti della giornata, non riconosceva per ora alcuna possibilità di vittoriosa avanzata sull'altopiano e decise di mantenere un atteggiamento difensivo su tutto il fronte, fuorché sull'Ortigara, dove si sarebbero svolte piccole azioni per rinforzare e assicurare le posizioni conquistate, cercando di ottenere i risultati che neppure un attacco in grande stile riuscì a ottenere.

### Il contrattacco austro-ungarico

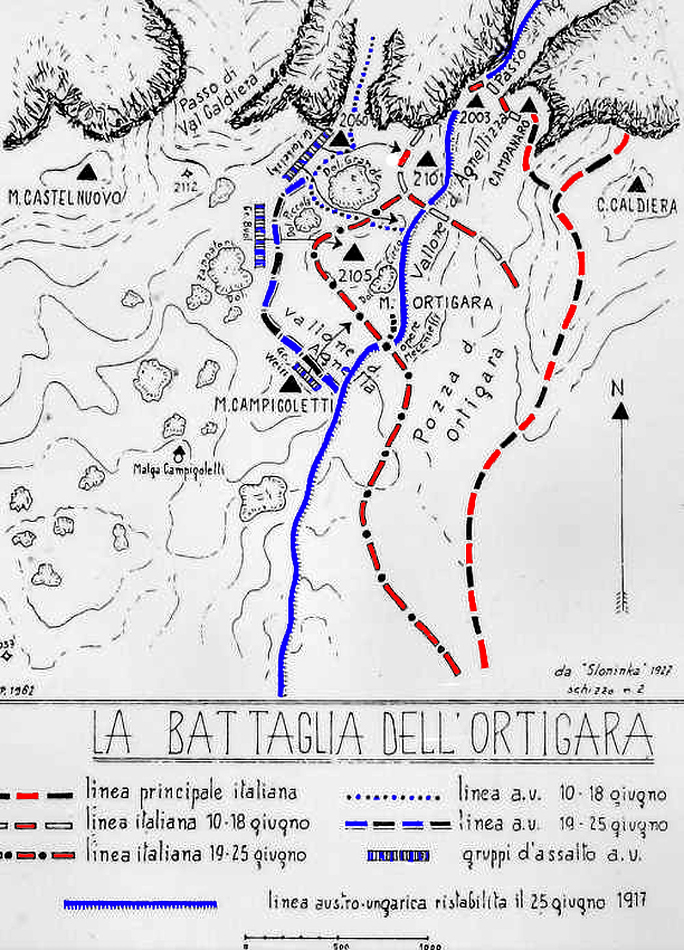
Mappa del settore interessato dal contrattacco austro-ungarico del 25 giugno 1917; particolare su monte Ortigara

Constatata l'immobilità degli italiani, i comandi austro-ungarici, dopo aver ricostruito alla meglio una linea difensiva, elaborarono una rapida rivincita per ridare sicurezza allo schieramento sull'altopiano. Alle 11:45 del 21 giugno il comando della 6ª Divisione imperiale (6. Infanterietruppendivision) emanò le direttive per un contrattacco da svolgersi entro cinque o sei giorni, affidandone l'esecuzione al colonnello brigadiere Adolf Sloninka von Holodow, comandante della IIC Brigata Kaiserschützen. Il mattino successivo il comando del III Corpo d'armata informò la 6ª Divisione che per ordine di von Hötzendorf il generale Ludwig Goiginger, comandante della 73ª Divisione in arrivo nel settore dal Tirolo meridionale, era stato incaricato della direzione tattico-operativa dell'azione diretta alla conquista di monte Ortigara, per la quale gli era stato assegnato il colonnello von Romer quale comandante d'artiglieria. Dopo un colloquio tra Goiginger e von Holodow sul piano d'attacco durante la sera del 22 giugno, venne stabilito che l'azione offensiva si sarebbe svolta la notte del 25 giugno, in anticipo rispetto alle previsioni.
Le truppe scelte per l'operazione erano poche ma particolarmente ben addestrate e combattive; il I/1° Kaiserschützen (tenente colonnello Forbelsky) e il III/2° Kaiserschützen (maggiore von Buol), preceduti da undici nuclei costituenti la metà del battaglione d'assalto dell'11ª Armata, mentre due battaglioni del 57º Reggimento fanteria avrebbero svolto il ruolo di rifornimento munizioni e viveri. L'attacco sarebbe partito alle 19:30 del 24 giugno, ma per trarre in inganno gli italiani von Holodow ottenne il permesso dai comandi di svolgere una serie ripetuta di brevi concentramenti di fuoco su monte Ortigara in modo da colpire e logorare psicologicamente i nemici, oltre che confonderli sul momento preciso dell'attacco. Allo stesso tempo, questo modo di procedere impedì di svolgere le azioni locali vagheggiate da Mambretti.
Nel frattempo gli italiani avevano iniziato a sostituire i reparti in prima linea: dalla mattina del 21 giugno, sul settore di destra, la zona dai passi dell'Agnella alto e basso alla quota 2 101 compresa, era stata affidata al 9º Reggimento bersaglieri al comando del colonnello Arturo Radaelli; il settore centrale, da quota 2 101 a quota 2 105 compresa, andò al colonnello Ugo Pizzarello con il suo 10º Reggimento fanteria "Regina" della Brigata "Regina" (sotto il comando del colonnello brigadiere Pietro Biancardi) che poteva contare su due battaglioni di fanti e sugli alpini del "Bassano"; infine sul settore di sinistra, da quota 2 105 al costone dei Ponari, un battaglione di fanteria del 10º Reggimento affiancò i battaglioni alpini "Valtellina", "Bicocca" e "Val Arroscia", tutti al comando del colonnello Gazagne. Nei giorni successivi, l'ammassamento di truppe in prima linea fu tuttavia giudicato eccessivo e fu perciò deciso di mantenere a sinistra il solo reggimento di bersaglieri, un battaglione del 10º Reggimento (inizialmente il 1°, sostituito la sera del 24 dal 2º Battaglione) e gli alpini del "Bassano" al centro e i battaglioni "Val Arroscia" e "Bicocca" a destra sui Ponari.

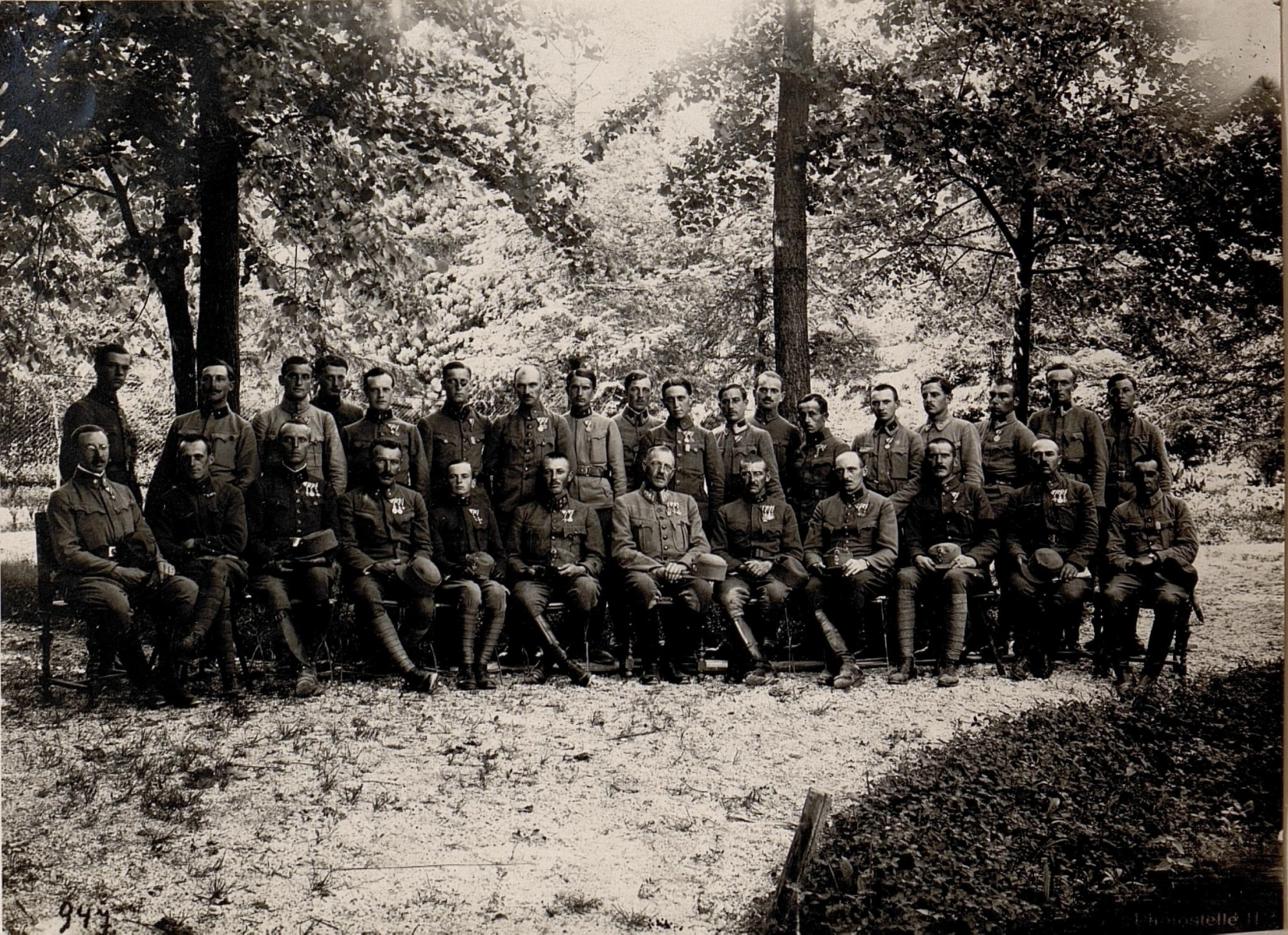
Trento, giugno 1917: ufficiali del battaglione Feldjäger posano in una foto ricordo dopo la battaglia dell'Ortigara

Alle 02:30 del 25 giugno un forte boato sconvolse la vetta dell'Ortigara e mentre le artiglierie austro-ungariche colpivano le linee italiane, le pattuglie d'assalto si portarono sui reticolati, abbattendoli con i tubi di gelatina esplosiva. Nel momento in cui il tiro si allungò sul vallone dell'Agnellizza con i proiettili a gas, le truppe austro-ungariche si gettarono con i lanciafiamme e le bombe a mano sui superstiti ancora presenti sulla sommità del monte, investendo sulla vetta (quota 2 105) il Battaglione "Bassano", a quota 2 103 i tre battaglioni del 9º Bersaglieri, e sul costone dei Ponari i battaglioni "Arroscia" e "Bicocca". Ai pochi soldati italiani ancora in vita, impossibilitati a ritirarsi e a comunicare con le retrovie a causa del fuoco di sbarramento e al gas sul vallone dell'Agnellizza, non rimase altro che arrendersi. Alle 03:10, cioè quaranta minuti dopo l'inizio dell'attacco, un razzo segnalatore bianco scagliato da quota 2 105 squarciò il cielo, confermando al generale Goiginger che il monte Ortigara era stato conquistato. Con una fulminea azione e perdite esigue, gli austro-ungarici riconquistarono una vetta che per gli italiani era costata svariati tentativi e reiterati sacrifici di vite umane.
I comandi italiani vennero a conoscenza di quanto era successo nella notte sull'Ortigara soltanto alcune ore più tardi della fine dei combattimenti; venne subito ordinato un violento tiro d'artiglieria che causò tra le file austro-ungariche più morti di quelle subite durante l'attacco; malgrado l'esito disastroso della battaglia e l'immane carneficina, i comandi italiani d'armata e di corpo d'armata non colsero la reale situazione tattica delle truppe, che avrebbe richiesto un immediato ripiegamento generale; ordinarono, invece (non si sa se fu Mambretti o Montuori a farlo), un vasto contrattacco condotto con tutte le risorse disponibili. Alle 20:00 la 52ª Divisione di Como Dagna attaccò, ripetendo l'operazione del 19 giugno, in condizioni materialmente e spiritualmente peggiori. All'ora stabilita le truppe rabberciate e scosse del Battaglione "Cuneo" (nuovo sul terreno dell'Ortigara), riuscirono a rioccupare quota 2 003, mentre tutti gli altri sforzi non fecero altro che aumentare il numero di soldati caduti sull'Ortigara. Alle 23:40 il comando del XX Corpo ordinò che all'alba del giorno successivo il grosso delle truppe sarebbe dovuto rientrare in linea, lasciando sul posto solo pochi reparti impiegati a mantenere le posizioni occupate dopo il ripiegamento del mattino. Con quest'ultima e insensata disposizione, il "Cuneo" fu costretto a rimanere a quota 2 003, venendo di fatto condannato. Alle ore 12:10 del 26 giugno il generale Cadorna, di ritorno dal convegno di San Giovanni di Moriana, apprese della perdita dell'Ortigara. Due giorni dopo sospese le previste offensive sul Pasubio, ordinando alla 1ª e alla 6ª Armata di assumere un atteggiamento difensivo. Il 29 giugno i resti del "Cuneo" furono fatti prigionieri dagli austro-ungarici, mettendo definitivamente fine alle azioni su monte Ortigara.

## Bilancio e conseguenze

### Analisi della sconfitta

Alpini caduti durante l'attacco dell'Ortigara

Il generale Angelo Gatti, allora capo dell'Ufficio storico del Comando supremo, ha scritto nel suo Diario, pubblicato postumo nel 1964, che l'11 giugno udì a Bassano la conversazione tra Cadorna e Mambretti, il quale giustificava la fallita azione del giorno 10 con il tempo pessimo e l'efficace tecnica difensiva degli austro-ungarici, «i quali al di là delle trincee e dei reticolati di prima linea, hanno messo numerosissime mitragliatrici. Quando i nostri hanno superato il primo ostacolo – trincea e reticolato –, sono stati sorpresi dappertutto da un terribile fuoco di mitragliatrici e si sono trovati contro i soldati usciti dalle caverne». Cadorna annuì, ma il 20 luglio esonerò Mambretti dal comando della 6ª Armata nominandolo comandante dell'occupazione avanzata alla frontiera svizzera, mentre il generale Donato Etna prendeva il suo posto. Mambretti venne indicato da Cadorna quale responsabile principale della disfatta a causa della sua mancanza di combattività e indecisione, nonostante gli ingenti mezzi a disposizione.
Nelle sue memorie il capo di Stato maggiore scrisse: «[...] gli errori di condotta [...] non bastano a spiegare l'insuccesso. Vi influirono senza dubbio le avverse condizioni meteorologiche che diminuirono gli effetti del tiro di artiglieria contro i reticolati e le trincee nemiche. Ma la principale causa dell'insuccesso la si deve ricercare nel diminuito spirito combattivo di una parte delle truppe per effetto della propaganda sovversiva, in quella stessa causa che aveva prodotto le sue tristi conseguenze sul Carso nei primi giorni di quello stesso mese. A questi effetti si sottrassero bensì alcune unità, e principalmente gli alpini della 52ª divisione, i quali subirono il massimo delle perdite.». La giustificazione addotta da Cadorna risulta ingenerosa e infondata; egli fa evidente riferimento agli uomini del XXII Corpo i quali a ogni ordine di avanzata dovettero cozzare contro le formidabili difese austro-ungariche, riscuotendo l'ammirazione stessa degli avversari, e sacrificando circa novemila uomini. Ciò conferma che la convinzione di Cadorna maturò in modo preconcetto già prima della conclusione della battaglia.
La giustificazione addotta da Cadorna già allora non persuase gli stessi comandi italiani; infatti con maggior sincerità e intelligenza critica il generale Gatti individuava i limiti della direzione tattica italiana: «sull'Ortigara si disegnavano due sistemi, quello austriaco e quello italiano, di azione tattica. Per gli austriaci gli uomini mancano: non è quindi il caso di impiegarli come al principio della guerra per contrastare fino alla distruzione una posizione qualunque. No, si resiste fino a quando si può: si fa premere sulla molla dal nemico, fino a che la pressione finisce, ecco, allora la molla austriaca ritorna pian piano a posto. Oggi recupera questa posizione, domani quella: poca gente, scelta, ardita, un colpetto mentre noi non siamo più tanto in guardia, e basta. E il colpetto portato nei nostri più deboli funziona.» Gatti è critico sull'atteggiamento italiano di continuare a inviare truppe per mantenere le posizioni conquistate anche se non favorevoli, ammassando le linee di uomini e creando confusione e alte perdite. Secondo il generale sarebbe stato meglio ritornare ai punti di partenza per ripetere gli attacchi con massima energia e preparazione, senza lasciare al nemico la possibilità di preparare i contrattacchi, che inevitabilmente ricacciavano indietro i pochi italiani stremati che avevano l'ordine di mantenere le posizioni conquistate a ogni costo. Simili considerazioni furono formulate dal generale Aldo Cabiati che scrisse nel 1933: «[...] l'italiano saturava di forze le linee e le immediate retrovie [...] l'austriaco cercava di raggiungere i suoi obiettivi col minimo impiego di truppe e con accentuato scaglionamento in profondità». Le conclusioni tratte dal Comando supremo non considerarono neanche gli insegnamenti che l'ecatombe sull'Ortigara poteva dare. Lo stesso Gatti criticò l'atteggiamento degli alti comandi i quali, secondo lui, erano colpevoli di non essere in grado di formare una nuova dottrina tattica adatta a mano a mano che le condizioni di guerra mutavano, continuando a condurre le azioni in modo errato e rigidamente legato a vecchie tattiche. In questo modo poi si contribuiva allo sfinimento fisico e al logorio morale del soldato, il quale non vedeva soluzione ai sanguinosi e vani assalti.

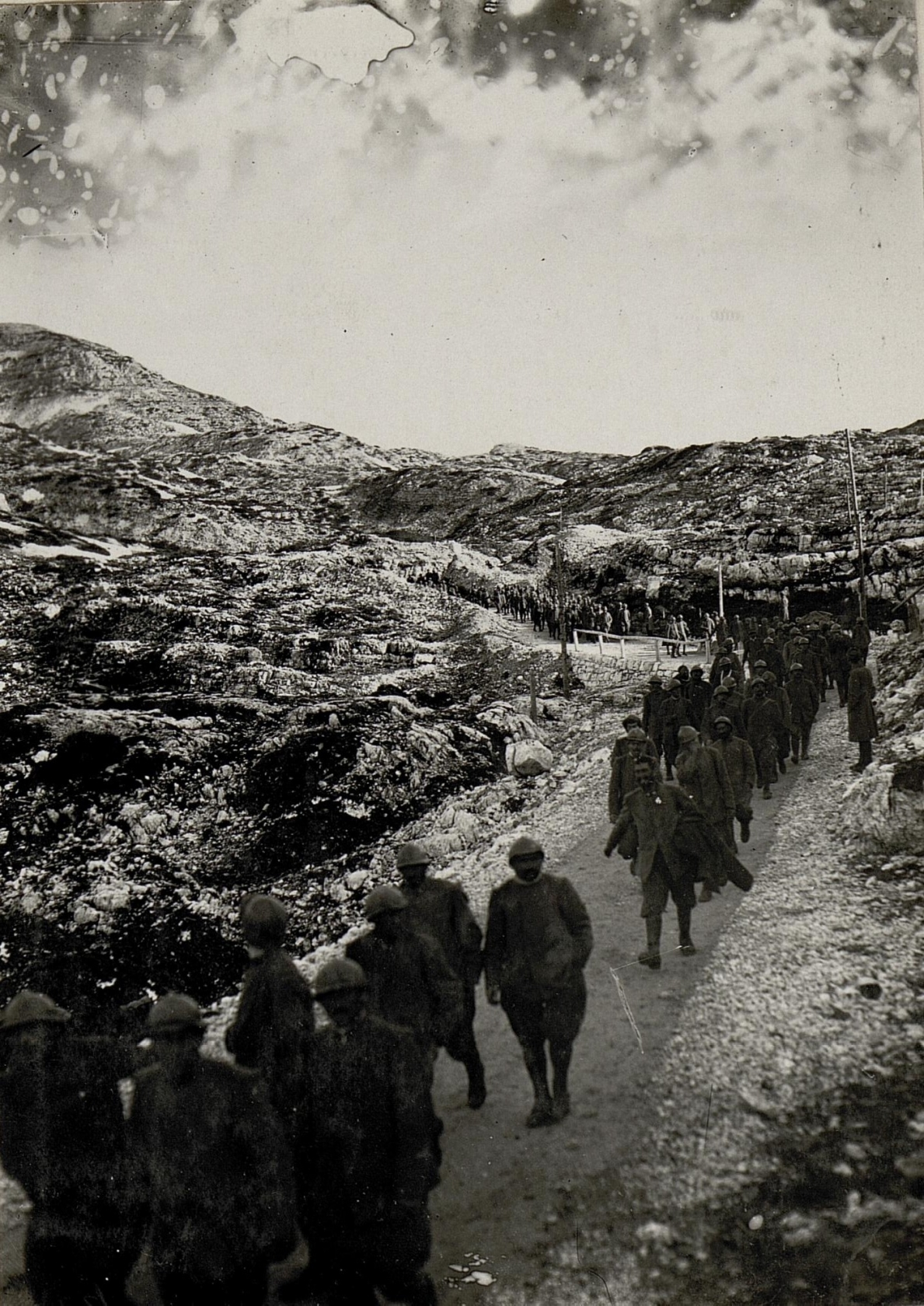
Prigionieri italiani catturati sull'Ortigara

Certamente la fallimentare offensiva italiana sull'altopiano non fu riconducibile a errori ben individuabili, bensì a una serie di errori di valutazioni e incertezze che, nel rapido susseguirsi degli eventi, non permisero alle truppe italiane di avere la meglio sugli avversari. Fin dai preparativi ci furono grosse lacune organizzative e strategiche; prima di tutto la mancata segretezza che avrebbe dovuto caratterizzare la "Difensiva ipotesi uno" della quale, probabilmente già nell'inverno 1916-1917, gli austro-ungarici vennero a conoscenza. Da come riporta lo storico Gianni Pieropan, grosse mancanze ci furono anche durante la preparazione del piano: la dispersione di forze lungo un fronte di svariati chilometri, la poca riservatezza della stampa italiana sull'imminente battaglia e la sfiducia che pervadeva alcuni comandanti. Il generale Di Giorgio osservò ben prima della battaglia che l'artiglieria si sarebbe dovuta concentrare al settore nord Campigoletti-Ortigara, ossia il settore determinante che permetteva l'avanzata verso l'importante cima Portule, che presentava margini di manovra migliori rispetto al settore sud, dove le trincee fortificate austro-ungariche sorgevano a pochi metri da quelle italiane ed erano state ulteriormente rinforzate durante l'inverno. Qui fu grave l'errore delle artiglierie che, per difetto di precisione nel tiro, cannoneggiarono la Brigata "Sassari", un fatto peraltro nascosto nelle pubblicazioni ufficiali dell'esercito, ma la cui verità si deduce solo perché l'assalto a cui dovevano partecipare sei battaglioni in effetti fu attuato da quattro compagnie. La sfiducia nelle narrazioni storiche ufficiali è accentuata dallo scrittore Mario Silvestri, che pone seri dubbi sull'autenticità degli ordini dati in piena azione, secondo lui redatti a posteriori. L'autore Sergio Volpato tratta in modo particolareggiato i rapporti tra il Comando supremo e la stampa che, tramite l'Ufficio Stampa e Propaganda, era a conoscenza di particolari sull'imminente battaglia che lasciò incautamente trapelare al pubblico.
I comandi italiani erano poi discordanti sulle possibilità di successo e in alcuni casi non avevano neppure un buon ascendente sulle truppe. I generali Como Dagna e Montuori, venuti a conoscenza della dilatazione del fronte verso sud e delle previsioni meteorologiche, si dissero pessimisti circa l'esito dell'azione e, nonostante la fiducia che Cadorna riponeva in Mambretti, questi non era a conoscenza di un fatto in apparenza banale che lo riguardava e che preoccupava i soldati: si era diffusa la credenza che il comandante della 6ª Armata fosse uno iettatore e che ogni azione sotto il suo comando si sarebbe risolta nel peggiore dei modi. Il giornalista de Il Messaggero Rino Alessi, in una lettera del 23 luglio 1917 inviata al suo direttore per informarlo del siluramento di Mambretti, a tal proposito scrisse riportando pari pari quanto disse Cadorna: «Era rimasto inspiegabile perché, durante il primo tentativo fatto sugli altipiani, dopo la preparazione dell'artiglieria, la fanteria non si mosse all'attacco. [...] i comandanti in sottordine avevano interpretato l'irrompere improvviso del temporale [del 10 giugno] con un segno indiscutibile dell'avversa sorte che perseguita il Mambretti, in ogni suo atto. Così dal pregiudizio della jettatura si è determinato una specie di fenomeno psicologico collettivo d'improvvisa sfiducia nel condottiero».
Parallelamente però tutti i comandanti che presero parte alla battaglia dell'Ortigara individuarono il maltempo del 10 giugno come uno dei fattori più importanti che decisero lo scontro. I comandanti giudicarono differentemente l'effetto del maltempo; il generale Como Dagna trovò favorevole la presenza della nebbia e della pioggia che permisero ai suoi uomini di avvicinarsi al nemico senza essere visti. Il generale Di Giorgio indicò il maltempo quale fattore determinante per il quale le artiglierie non svolsero al meglio il loro lavoro di distruzione delle linee nemiche e appoggio alla fanteria. Difficilmente oggi si può dare un giudizio sugli effetti che ebbe il maltempo sulla riuscita dell'attacco del 10 giugno 1917; se da un punto di vista strategico il maltempo e soprattutto la nebbia furono uno dei fattori determinanti per il fallimento dell'azione, da un punto di vista tattico furono le componenti che contribuirono ai pochi successi della giornata. Sicuramente, tuttavia, un'azione offensiva di così vaste proporzioni in alta montagna avrebbe dovuto avere altri piani, basati sul terreno aspro e montagnoso che probabilmente avrebbe dovuto impegnare meno uomini, in ridotti ma efficaci colpi di mano per la conquista delle vette più alte.

### Perdite
Per gli italiani uno dei pilastri fondanti il mito dell'Ortigara è sempre stato l'elevatissimo numero di perdite registrate durante i combattimenti che infuriarono tra il 10 e il 29 giugno 1917, quando fu abbandonata quota 2 003. Il conteggio definitivo è da sempre oggetto di continue rivalutazioni, non sempre ufficiali, e spesso contaminate da celebrazioni e retorica, che hanno elevato in modo iperbolico il numero delle perdite umane. Già negli anni trenta il generale Aldo Cabiati, nella premessa del suo testo Ortigara, non esitava a parlare di «leggende tristi e paurose: le perdite - in effetti grandissime - vennero assai esagerate». Bisogna ricordare poi che l'"ipotesi difensiva uno" aveva un fronte d'attacco che copriva longitudinalmente tutto l'altopiano di Asiago, dalla Caldiera alla val d'Assa dove furono impegnati tre corpi d'armata, ed è quindi inesatto associare l'offensiva del 10 giugno al solo Ortigara e quindi alle sole truppe alpine. Lungo tutto il fronte furono impegnati diversi reparti di fanteria, soprattutto per quanto riguarda la Brigata "Sassari" a monte Zebio, ma fu sul XX Corpo di Montuori, e soprattutto sulla 52ª Divisione nel settore Ortigara-Campigoletti-monte Forno, che gravò il peso maggiore dell'attacco.
La segreteria del capo di Stato maggiore della 6ª Armata, in un rapporto del colonnello Calcagno, riporta le perdite complessive dell'intera armata per il periodo 10/30 giugno in 134 ufficiali morti, 566 feriti e 19 dispersi, mentre per la truppa viene riportato un totale di 2 158 soldati morti, 12 059 feriti e 2 199 dispersi, per un totale complessivo di 17 162 uomini fuori combattimento. Nello stesso rapporto viene poi specificato che le perdite sull'Ortigara furono di 106 ufficiali morti, 411 feriti e 17 dispersi, mentre per la truppa conta 1 724 morti, 9 254 feriti e 1 753 dispersi, per un totale complessivo solo sull'Ortigara di 13 265 vittime, confermando ancor di più come il massimo sforzo dell'offensiva ricadde su una piccola porzione del settore dove fu impegnata la 52ª Divisione e i suoi battaglioni alpini. Secondo i dati esposti nella relazione ufficiale italiana, in totale la battaglia costò agli italiani 169 ufficiali morti, 716 feriti e 98 dispersi; 2 696 militari morti, 16 018 feriti e 5 502 dispersi (totale perdite 25 199 uomini): anche in questo caso si conferma che il salasso più cospicuo fu sofferto dalla 52ª Divisione e soprattutto dai reparti alpini che ebbero 110 ufficiali morti, 330 feriti e 50 dispersi; 1 454 militari morti, 8 127 feriti e 2 562 dispersi; per un totale di 12 633 perdite. A questa cifra vanno poi aggiunte le perdite delle brigate "Regina" e "Piemonte", del 9º Reggimento bersaglieri e dei reparti artiglieria, mitraglieri e genio raggruppati sotto la 52ª Divisione. Per il 9º Reggimento bersaglieri, che fu investito dal contrattacco austro-ungarico del 25 giugno, in un rapporto del 28 giugno del generale Di Giorgio si parla di un totale di 1 224 tra morti, feriti e dispersi, di cui 927 solo il 25 giugno; altre cifre diffuse dal 1º luglio parlavano di 48 morti, 442 feriti e 422 dispersi per un totale di 912 bersaglieri perduti, altre ancora aggiustano la cifra a 1 439 bersaglieri messi fuori combattimento durante il loro impiego al fronte.
Per riassumere le enormi perdite italiane durante questi caotici giorni di battaglia, si può citare l'efficace commento nella relazione ufficiale austro-ungarica: «[...] le perdite italiane raggiunsero così quelle di una battaglia sull'Isonzo; i due terzi però furono contati su un fronte lungo soltanto due chilometri. Bisogna aver presente questo particolare per capire il dolore e l'orrore per il sangue inutilmente versato soprattutto dagli alpini: questi sentimenti hanno sempre contraddistinto in Italia il nome di Ortigara». Le perdite austro-ungariche furono comunque anch'esse importanti e assommavano all'incirca a 26 ufficiali morti, 154 feriti e 71 dispersi mentre i militari morti furono 966, i feriti 6 167 e 1 444 i dispersi, per un totale di 8 828 uomini fuori combattimento; nei reparti che fronteggiarono la 52ª Divisione, la proporzione delle perdite austro-ungariche è persino superiore, a comprova della durezza degli scontri in quel settore.

## Nella cultura di massa

### Il ricordo

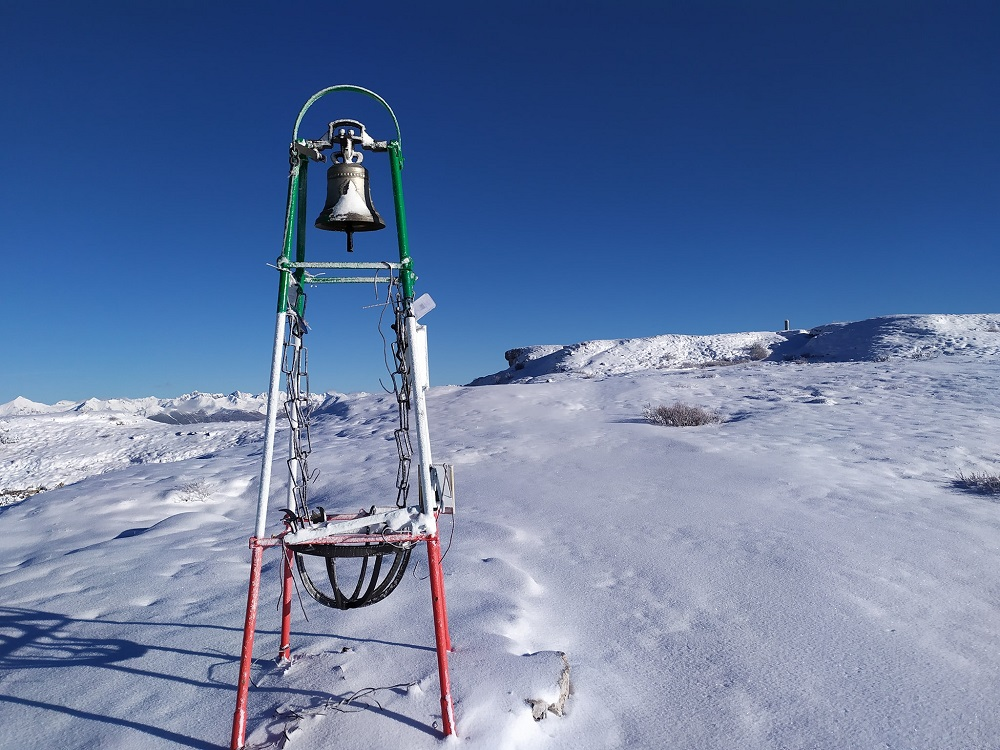
Campana sulla vetta dell'Ortigara

Alla storia, l'Ortigara è stata consacrata come una pagina di eroismo, un inferno dove i soldati, e gli alpini in primo luogo, hanno sacrificato la loro vita e il loro sangue. Scrisse padre Bevilacqua, sottotenente del Battaglione "Stelvio": «L'Ortigara non è una sconfitta [...] non vi è sconfitta se non quando qualche cosa di umano è stato smarrito, impoverito, soppresso. Ortigara, cattedrale di alpini, monumento del sacrificio umano, monte della nostra trasfigurazione.». A quota 2 105 si trova una colonna spezzata con scritto sopra "per non dimenticare", posta da alcuni superstiti ritrovatisi nel 1920, quando si tenne la prima adunata nazionale degli alpini.
La zona dell'Ortigara è sicuramente uno dei più conosciuti teatri di battaglia dell'altopiano e dell'intero fronte italiano, meta ogni anno di migliaia di visitatori. La seconda domenica di luglio di ogni anno si svolge inoltre, presso la chiesetta di cima Lozze, nei pressi della zona monumentale dell'Ortigara, una cerimonia in ricordo dei caduti che persero la vita nel tentativo di conquistare la montagna. La cerimonia prosegue poi fino alla cima del monte, nei pressi dei monumenti ai caduti italiani e austro-ungarici.

### L'Ortigara oggi
I lavori di recupero vennero iniziati nel 2005 con il ripristino del cimitero di Laghi e delle postazioni italiane della cima Caldiera e del Lozze. La zona dell'Ortigara è dal 2007 compresa nell'Ecomuseo della Grande Guerra nelle Prealpi Vicentine, un progetto di riqualificazione storica che ha interessato tutte le Prealpi vicentine, e che presenta itinerari, segnaletica e poli informativi che permettono al visitatore di immergersi nell'ambiente montano visitando le trincee, i camminamenti e i luoghi in cui venne combattuta la battaglia da entrambi gli eserciti. Il complesso monumentale viene manutenuto da volontari ed ex alpini, ma anche da delegazioni austriache e slovene, che si impegnano nel ricordo dei tragici avvenimenti che sconvolsero l'Ortigara e altri luoghi dove fu combattuta la guerra sul fronte italiano.

### Canti dedicati alla battaglia
Le canzoni di guerra sono tuttora uno degli elementi fondamentali per il ricordo e la memoria della Grande Guerra in Italia come negli altri paesi che parteciparono al conflitto. Spesso queste canzoni, semplici e di poche strofe, riescono molto bene a richiamare la sofferenza, il sacrificio e il desiderio dei giovani soldati di rientrare nella società civile e rivedere i propri cari. L'Ortigara, proprio per il sacrificio che impose ai combattenti, rimase in modo indelebile nella vita di coloro che vi combatterono, e questi alpini furono particolarmente prolifici nel "musicare" le loro gesta, lasciando come testamento poche, semplici e dolorose canzoni. Il maestro Nino Piccinelli, che partecipò alla decima offensiva dell'Isonzo per la conquista della quota 144 ai piedi dell'Ermada, sconvolto dal numero di morti che giacevano tra le due linee nemiche, compose una canzone dedicata ai caduti seppelliti nel piccolo cimitero di guerra lì vicino. Un cappellano militare che partecipò alla battaglia dell'Ortigara, sconvolto anch'esso dal numero dei morti avuti negli assalti alla montagna, aggiunse alla canzone del Piccinelli la prima strofa che ancora oggi apre il lento e cadenzato coro del "Ta-pum".
(Ta-pum)
(Ortigara)
(Dove sei stato mio bel Alpino.)